# Campeonato Mundial de Snowboard de 2015 - Big air masculino
A prova do big air masculino do Campeonato Mundial de Snowboard de 2015 foi disputado entre 23 e 24 de janeiro  em Kreischberg na Áustria.

## Medalhistas
| Ouro                    | Prata              | Bronze          |
| Roope Tonteri eva (FIN) | Darcy Sharpe (CAN) | Kyle Mack (CAN) |

## Resultados

### Qualificação
A qualificação ocorreu dia 23 de janeiro.  
| Colocação | Bateria | Bib | Nome                  | Nacionalidade  | Descida 1 | Descida 2 | Melhor | Notas |
| --------- | ------- | --- | --------------------- | -------------- | --------- | --------- | ------ | ----- |
| 1         | 1       | 21  | Ville Paumola         | Finlândia      | 93.00     | 84.25     | 93.00  | Q     |
| 2         | 1       | 16  | Kyle Mack             | Estados Unidos | 75.50     | 89.00     | 89.00  | Q     |
| 3         | 1       | 12  | Darcy Sharpe          | Canadá         | 31.50     | 85.75     | 85.75  | Q     |
| 4         | 1       | 11  | Michael Ciccarelli    | Canadá         | 81.00     | 77.00     | 81.00  | Q     |
| 5         | 1       | 22  | Lucien Koch           | Suíça          | 57.50     | 79.75     | 79.75  | Q     |
| 6         | 1       | 13  | Janne Korpi           | Finlândia      | 64.00     | 78.00     | 78.00  |       |
| 7         | 1       | 14  | Jonas Bösinger        | Suíça          | 55.25     | 76.00     | 76.00  |       |
| 8         | 1       | 24  | Patrick Burgener      | Suíça          | 67.50     | 74.50     | 74.50  |       |
| 9         | 1       | 32  | Michael Roy           | Canadá         | 72.50     | 46.00     | 72.50  |       |
| 10        | 1       | 17  | Alexey Sobolev        | Rússia         | 25.00     | 72.25     | 72.25  |       |
| 11        | 1       | 20  | Nuutti Niemelae       | Finlândia      | 66.00     | 62.00     | 66.00  |       |
| 12        | 1       | 18  | Rowan Coultas         | Reino Unido    | 54.25     | 60.75     | 60.75  |       |
| 13        | 1       | 25  | Petar Gyosharkov      | Bulgária       | 10.25     | 54.25     | 54.25  |       |
| 14        | 1       | 35  | Martin Jaureguialzo   | Argentina      | 48.00     | 50.00     | 50.00  |       |
| 15        | 1       | 33  | David Kordiak         | Eslováquia     | 49.75     | 37.25     | 49.75  |       |
| 16        | 1       | 26  | Brett Moody           | Reino Unido    | 47.75     | 47.00     | 47.75  |       |
| 17        | 1       | 27  | Martin Sire           | Noruega        | 20.00     | 44.25     | 44.25  |       |
| 18        | 1       | 34  | Matyas Szerb          | Hungria        | 42.25     | 27.75     | 42.25  |       |
| 19        | 1       | 19  | Stian Kleivdal        | Noruega        | 26.50     | 41.00     | 41.00  |       |
| 20        | 1       | 15  | Ryan Stassel          | Estados Unidos | 39.25     | 33.25     | 39.25  |       |
| 21        | 1       | 31  | Jan Necas             | Chéquia        | 27.75     | 37.50     | 37.50  |       |
| 22        | 1       | 23  | Mathias Weissenbacher | Áustria        | 33.50     | 29.50     | 33.50  |       |
| 23        | 1       | 28  | Chandler Hunt         | Estados Unidos | 27.50     | 25.25     | 27.50  |       |
| 24        | 1       | 30  | Mikhail Matveev       | Rússia         | 23.75     | 15.75     | 23.75  |       |
|           | 1       | 29  | Marco Grigis          | Itália         |           |           | DNS    |       |
| 1         | 2       | 39  | Roope Tonteri         | Finlândia      | 93.25     | 22.50     | 93.25  | Q     |
| 2         | 2       | 36  | Billy Morgan          | Reino Unido    | 90.00     | 84.25     | 90.00  | Q     |
| 3         | 2       | 53  | Anton Mamaev          | Rússia         | 43.25     | 87.75     | 87.75  | Q     |
| 4         | 2       | 40  | Niklas Mattsson       | Suécia         | 85.75     | 52.00     | 85.75  | Q     |
| 5         | 2       | 37  | Måns Hedberg          | Suécia         | 81.25     | 84.75     | 84.75  | Q     |
| 6         | 2       | 45  | Philipp Kundratitz    | Áustria        | 82.50     | 83.50     | 83.50  |       |
| 7         | 2       | 59  | Sam Turnbull          | Reino Unido    | 79.00     | 27.25     | 79.00  |       |
| 8         | 2       | 46  | Sebbe de Buck         | Bélgica        | 70.75     | 78.00     | 78.00  |       |
| 9         | 2       | 47  | Joris Ouwerkerk       | Países Baixos  | 77.25     | 46.25     | 77.25  |       |
| 10        | 2       | 38  | Haakon Eilertsen      | Noruega        | 74.25     | 64.75     | 74.25  |       |
| 11        | 2       | 51  | Nicola Dioli          | Itália         | 70.25     | 26.50     | 70.25  |       |
| 12        | 2       | 42  | Matts Kulisek         | Canadá         | 29.00     | 66.25     | 66.25  |       |
| 13        | 2       | 52  | Martin Mikyska        | Chéquia        | 64.00     | 28.00     | 64.00  |       |
| 14        | 2       | 48  | Aljosa Krivec         | Eslovênia      | 33.50     | 58.50     | 58.50  |       |
| 15        | 2       | 55  | Kevin Kok             | Itália         | 57.50     | 49.25     | 57.50  |       |
| 16        | 2       | 56  | Simon Gruber          | Itália         | 55.00     | 33.75     | 55.00  |       |
| 17        | 2       | 50  | Clemens Millauer      | Áustria        | 37.75     | 47.00     | 47.00  |       |
| 17        | 2       | 43  | Alois Lindmoser       | Áustria        | 46.25     | 47.00     | 47.00  |       |
| 19        | 2       | 44  | Petr Horak            | Chéquia        | 33.50     | 42.50     | 42.50  |       |
| 20        | 2       | 58  | Yuriy Chemodurov      | Rússia         | 19.50     | 40.75     | 40.75  |       |
| 21        | 2       | 60  | Mitja Kodric          | Eslovênia      | 38.25     | 28.50     | 38.25  |       |
| 22        | 2       | 49  | Carlos Gerber         | Suíça          | 38.00     | 28.75     | 38.00  |       |
| 23        | 2       | 54  | Peter Podlogar        | Eslovênia      | 35.75     | 29.75     | 35.75  |       |
|           | 2       | 57  | Simeon Mitrev         | Bulgária       |           |           | DNS    |       |
|           | 2       | 41  | Petja Piiroinen       | Finlândia      |           |           | DNS    |       |

### Final
A final ocorreu em  24 de janeiro. 
| Colocação         | Bib | Nome               | Nacionalidade  | Descida 1 | Descida 2 | Descida 3 | 2 melhores |
| ----------------- | --- | ------------------ | -------------- | --------- | --------- | --------- | ---------- |
| Medalha de ouro   | 1   | Roope Tonteri      | Finlândia      | JNS       | 94.00     | 79.75     | 173.75     |
| Medalha de prata  | 6   | Darcy Sharpe       | Canadá         | JNS       | 80.00     | 89.50     | 169.50     |
| Medalha de bronze | 4   | Kyle Mack          | Estados Unidos | JNS       | 88.50     | 75.00     | 163.50     |
| 4                 | 10  | Lucien Koch        | Suíça          | 83.75     | JNS       | 71.00     | 154.75     |
| 5                 | 8   | Michael Ciccarelli | Canadá         | 79.00     | 74.50     | JNS       | 153.50     |
| 6                 | 7   | Niklas Mattsson    | Suécia         | 70.75     | JNS       | 80.25     | 151.00     |
| 7                 | 3   | Billy Morgan       | Reino Unido    | JNS       | 85.00     | 62.50     | 147.50     |
| 8                 | 2   | Ville Paumola      | Finlândia      | JNS       | 59.25     | 71.75     | 131.00     |
| 9                 | 9   | Måns Hedberg       | Suécia         | 47.50     | 56.50     | JNS       | 104.00     |
| 10                | 5   | Anton Mamaev       | Rússia         | JNS       | 27.50     | 7.00      | 34.50      |

Legenda
| Recorde mundial       | Recorde mundial (World record)               |                       | Recorde africano                      | Recorde africano (African) |                                           | Q | Classificado por posição (Qualified) |
| Recorde do campeonato | Recorde do campeonato (Championship record)  | Recorde da América    | Recorde da América (Americas)         | q                          | Classificado por melhor tempo (Qualified) |   |                                      |
| Melhor marca do ano   | Melhor marca do ano (World leading)          | Recorde asiático      | Recorde asiático (Asian)              | DNS                        | Não largou (Did not start)                |   |                                      |
| Recorde nacional      | Recorde nacional (National record)           | Recorde europeu       | Recorde europeu (European)            | DNF                        | Não terminou (Did not finish)             |   |                                      |
| Recorde pessoal       | Recorde pessoal do atleta (Personal best)    | Recorde da Oceania    | Recorde da Oceania (Oceania)          | DSQ / DQ                   | Desclassificado (Disqualified)            |   |                                      |
| Recorde da temporada  | Recorde da temporada do atleta (Season best) | Recorde sul-americano | Recorde sul-americano (South America) | NM                         | Sem marca (No mark)                       |   |                                      |